# Tjeckien i olympiska vinterspelen 2022
Tjeckien deltog i de olympiska vinterspelen 2022 i Peking i Kina mellan den 4 och 20 februari 2022.
Michal Březina och Alena Mills var Tjeckiens fanbärare under öppningsceremonin. Skridskoåkaren Martina Sáblíková var landets fanbärare under avslutningsceremonin.

## Medaljörer
| Medalj | Namn              | Sport                         | Gren                         | Datum       |
| ------ | ----------------- | ----------------------------- | ---------------------------- | ----------- |
| Guld   | Ester Ledecká     | Snowboard                     | Damernas parallellstorslalom | 8 februari  |
| Brons  | Martina Sáblíková | Hastighetsåkning på skridskor | Damernas 5 000 m             | 10 februari |

## Alpin skidåkning
Herrar
| Idrottare     | Gren        | Åk 1    | Åk 1      | Åk 2             | Åk 2             | Totalt           | Totalt           |
| Idrottare     | Gren        | Tid     | Placering | Tid              | Placering        | Tid              | Placering        |
| ------------- | ----------- | ------- | --------- | ---------------- | ---------------- | ---------------- | ---------------- |
| Kryštof Krýzl | Storslalom  | 1.07,29 | 26        | 1.08,27          | 19               | 2.15,56          | 19               |
| Kryštof Krýzl | Slalom      | DNF     | DNF       | Gick inte vidare | Gick inte vidare | Gick inte vidare | Gick inte vidare |
| Jan Zabystřan | Kombination | 1.44,54 | 9         | DNF              | DNF              | DNF              | DNF              |
| Jan Zabystřan | Storslalom  | DNF     | DNF       | Gick inte vidare | Gick inte vidare | Gick inte vidare | Gick inte vidare |
| Jan Zabystřan | Slalom      | DNF     | DNF       | Gick inte vidare | Gick inte vidare | Gick inte vidare | Gick inte vidare |
| Jan Zabystřan | Super-G     | —       | —         | —                | —                | 1.23,09          | 25               |

Damer
| Idrottare        | Gren        | Åk 1    | Åk 1      | Åk 2             | Åk 2             | Totalt           | Totalt           |
| Idrottare        | Gren        | Tid     | Placering | Tid              | Placering        | Tid              | Placering        |
| ---------------- | ----------- | ------- | --------- | ---------------- | ---------------- | ---------------- | ---------------- |
| Ester Ledecká    | Kombination | 1.32,43 | 2         | 55,89            | 5                | 2.28,32          | 4                |
| Tereza Nová      | Kombination | 1.37,07 | 23        | 58,39            | 12               | 2.35,46          | 14               |
| Ester Ledecká    | Störtlopp   | —       | —         | —                | —                | 1.38,18          | 27               |
| Tereza Nová      | Störtlopp   | —       | —         | —                | —                | 1.39,38          | 28               |
| Barbora Nováková | Störtlopp   | —       | —         | —                | —                | 1.39,50          | 29               |
| Elese Sommerová  | Storslalom  | DNF     | DNF       | Gick inte vidare | Gick inte vidare | Gick inte vidare | Gick inte vidare |
| Gabriela Capová  | Slalom      | 55,96   | 33        | 55,28            | 33               | 1.51,24          | 32               |
| Martina Dubovská | Slalom      | 53,90   | 16        | 53,13            | 14               | 1.47,03          | 13               |
| Elese Sommerová  | Slalom      | 56,38   | 38        | DNF              | DNF              | —                | —                |
| Ester Ledecká    | Super-G     | —       | —         | —                | —                | 1.13,94          | 5                |
| Tereza Nová      | Super-G     | —       | —         | —                | —                | 1.17,88          | 33               |
| Barbora Nováková | Super-G     | —       | —         | —                | —                | 1.18,26          | 36               |

Mixat
| Idrottare                                                    | Gren       | Åttondelsfinal       | Kvartsfinal          | Semifinal            | Final / BM           | Final / BM |
| Idrottare                                                    | Gren       | Motståndare Resultat | Motståndare Resultat | Motståndare Resultat | Motståndare Resultat | Placering  |
| ------------------------------------------------------------ | ---------- | -------------------- | -------------------- | -------------------- | -------------------- | ---------- |
| Kryštof Krýzl Jan Zabystřan Barbora Nováková Elese Sommerová | Lagtävling | Frankrike L 1–3      | Gick inte vidare     | Gick inte vidare     | Gick inte vidare     | 14         |

## Backhoppning
Herrar
| Idrottare                                                  | Gren        | Kval    | Kval  | Kval      | Första omgången  | Första omgången  | Första omgången  | Final            | Final            | Final            | Totalt           | Totalt           |
| Idrottare                                                  | Gren        | Distans | Poäng | Placering | Distans          | Poäng            | Placering        | Distans          | Poäng            | Placering        | Poäng            | Placering        |
| ---------------------------------------------------------- | ----------- | ------- | ----- | --------- | ---------------- | ---------------- | ---------------- | ---------------- | ---------------- | ---------------- | ---------------- | ---------------- |
| Roman Koudelka                                             | Normalbacke | 93,5    | 93,4  | 19 Q      | 102,0            | 130,4            | 11               | 97,5             | 119,1            | 22               | 249,5            | 18               |
| Čestmír Kožíšek                                            | Normalbacke | 93,0    | 91,4  | 22 Q      | 100,0            | 119,3            | 30               | 85,0             | 92,6             | 29               | 211,9            | 29               |
| Filip Sakala                                               | Normalbacke | 67,5    | 39,2  | 51        | Gick inte vidare | Gick inte vidare | Gick inte vidare | Gick inte vidare | Gick inte vidare | Gick inte vidare | Gick inte vidare | Gick inte vidare |
| Roman Koudelka                                             | Stor backe  | 109,0   | 79,5  | 48 Q      | 124,0            | 108,7            | 41               | Gick inte vidare | Gick inte vidare | Gick inte vidare | Gick inte vidare | Gick inte vidare |
| Čestmír Kožíšek                                            | Stor backe  | 126,0   | 107,8 | 25 Q      | 122,5            | 108,1            | 42               | Gick inte vidare | Gick inte vidare | Gick inte vidare | Gick inte vidare | Gick inte vidare |
| Radek Rýdl                                                 | Stor backe  | 105,0   | 74,5  | 50 Q      | 118,5            | 96,7             | 47               | Gick inte vidare | Gick inte vidare | Gick inte vidare | Gick inte vidare | Gick inte vidare |
| Filip Sakala                                               | Stor backe  | 110,5   | 84,3  | 45 Q      | 116,0            | 93,1             | 48               | Gick inte vidare | Gick inte vidare | Gick inte vidare | Gick inte vidare | Gick inte vidare |
| Roman Koudelka Čestmír Kožíšek Viktor Polášek Filip Sakala | Lagtävling  | —       | —     | —         | 425,5            | 279,5            | 9                | Gick inte vidare | Gick inte vidare | Gick inte vidare | Gick inte vidare | Gick inte vidare |

Damer
| Idrottare           | Gren        | Första omgången | Första omgången | Första omgången | Final            | Final            | Final            | Totalt | Totalt    |
| Idrottare           | Gren        | Distans         | Poäng           | Placering       | Distans          | Poäng            | Placering        | Poäng  | Placering |
| ------------------- | ----------- | --------------- | --------------- | --------------- | ---------------- | ---------------- | ---------------- | ------ | --------- |
| Anežka Indráčková   | Normalbacke | 79,0            | 62,8            | 29 Q            | 72,5             | 60,5             | 28               | 123,3  | 30        |
| Karolína Indráčková | Normalbacke | 82,0            | 77,4            | 24 Q            | 65,0             | 53,3             | 30               | 130,7  | 28        |
| Klára Ulrichová     | Normalbacke | 70,5            | 48,2            | 33              | Gick inte vidare | Gick inte vidare | Gick inte vidare | 48,2   | 33        |

Mixat
| Idrottare                                                          | Gren       | Första omgången | Första omgången | Första omgången | Final   | Final | Final     | Totalt | Totalt    |
| Idrottare                                                          | Gren       | Distans         | Poäng           | Placering       | Distans | Poäng | Placering | Poäng  | Placering |
| ------------------------------------------------------------------ | ---------- | --------------- | --------------- | --------------- | ------- | ----- | --------- | ------ | --------- |
| Karolína Indráčková Roman Koudelka Čestmír Kožíšek Klára Ulrichová | Lagtävling | 340,5           | 362,5           | 7               | 341,5   | 360,3 | 7         | 722,8  | 7         |

## Bob
| Idrottare                                               | Gren               | Åk 1  | Åk 1      | Åk 2    | Åk 2      | Åk 3    | Åk 3      | Åk 4             | Åk 4             | Totalt  | Totalt    |
| Idrottare                                               | Gren               | Tid   | Placering | Tid     | Placering | Tid     | Placering | Tid              | Placering        | Tid     | Placering |
| ------------------------------------------------------- | ------------------ | ----- | --------- | ------- | --------- | ------- | --------- | ---------------- | ---------------- | ------- | --------- |
| Dominik Dvořák Jakub Nosek                              | Herrarnas tvåmanna | 59,90 | 15        | 1.00,04 | 11        | 1.00,20 | 16        | 1.00,16          | 13               | 4.00,30 | 15        |
| Dominik Dvořák Jakub Nosek Jan Šindelář Dominik Záleský | Herrarnas fyrmanna | 59,71 | 23        | 59,80   | 21        | 59,65   | 22        | Gick inte vidare | Gick inte vidare | 2.59,16 | 21        |

## Curling
Sammanfattning
| Lag                       | Gren       | Gruppspel            | Gruppspel            | Gruppspel            | Gruppspel            | Gruppspel            | Gruppspel            | Gruppspel            | Gruppspel            | Gruppspel            | Gruppspel | Semifinal            | Final / BM           | Final / BM       |
| Lag                       | Gren       | Motståndare Resultat | Motståndare Resultat | Motståndare Resultat | Motståndare Resultat | Motståndare Resultat | Motståndare Resultat | Motståndare Resultat | Motståndare Resultat | Motståndare Resultat | Placering | Motståndare Resultat | Motståndare Resultat | Placering        |
| ------------------------- | ---------- | -------------------- | -------------------- | -------------------- | -------------------- | -------------------- | -------------------- | -------------------- | -------------------- | -------------------- | --------- | -------------------- | -------------------- | ---------------- |
| Zuzana Paulová Tomáš Paul | Mix-dubbel | Norge W 7–6          | Sverige L 4–7        | Australien W 8–2     | Italien L 2–10       | Storbritannien L 3–8 | Schweiz L 3–11       | USA W 10–8           | Kanada L 5–7         | Kina W 8–6           | 6         | Gick inte vidare     | Gick inte vidare     | Gick inte vidare |

## Freestyle
Skicross
| Idrottare      | Gren              | Seeding | Seeding   | Åttondelsfinal | Kvartsfinal      | Semifinal        | Final            | Final     |
| Idrottare      | Gren              | Tid     | Placering | Position       | Position         | Position         | Position         | Placering |
| -------------- | ----------------- | ------- | --------- | -------------- | ---------------- | ---------------- | ---------------- | --------- |
| Nikol Kučerová | Damernas skicross | 1.21,96 | 23        | 3              | Gick inte vidare | Gick inte vidare | Gick inte vidare | 23        |

## Hastighetsåkning på skridskor
Individuellt
| Idrottare         | Gren             | Final   | Final     |
| Idrottare         | Gren             | Tid     | Placering |
| ----------------- | ---------------- | ------- | --------- |
| Martina Sáblíková | Damernas 3 000 m | 4.00,34 | 4         |
| Martina Sáblíková | Damernas 5 000 m | 6.50,09 | 3         |
| Nikola Zdráhalová | Damernas 500 m   | 39.18   | 25        |
| Nikola Zdráhalová | Damernas 1 000 m | 1:18.75 | 27        |
| Nikola Zdráhalová | Damernas 1 500 m | 1:59.54 | 21        |
| Nikola Zdráhalová | Damernas 3 000 m | 4.13,13 | 18        |

Masstart
| Idrottare         | Gren              | Semifinal     | Semifinal     | Semifinal     | Final         | Final         | Final         |
| Idrottare         | Gren              | Poäng         | Tid           | Placering     | Poäng         | Tid           | Placering     |
| ----------------- | ----------------- | ------------- | ------------- | ------------- | ------------- | ------------- | ------------- |
| Nikola Zdráhalová | Damernas masstart | Startade inte | Startade inte | Startade inte | Startade inte | Startade inte | Startade inte |

## Ishockey
| Lag                    | Gren                | Gruppspel            | Gruppspel              | Gruppspel            | Gruppspel            | Gruppspel | Playoff              | Kvartsfinal          | Semifinal            | Final / BM           | Final / BM |
| Lag                    | Gren                | Motståndare Resultat | Motståndare Resultat   | Motståndare Resultat | Motståndare Resultat | Placering | Motståndare Resultat | Motståndare Resultat | Motståndare Resultat | Motståndare Resultat | Placering  |
| ---------------------- | ------------------- | -------------------- | ---------------------- | -------------------- | -------------------- | --------- | -------------------- | -------------------- | -------------------- | -------------------- | ---------- |
| Tjeckiens herrlandslag | Herrarnas turnering | Danmark · L 1–2      | Schweiz · W 2–1 (str.) | ROC · W 6–5 (str.)   | —                    | 3         | Schweiz · L 2–4      | Gick inte vidare     | Gick inte vidare     | Gick inte vidare     | 9          |
| Tjeckiens damlandslag  | Damernas turnering  | Kina · W 3–1         | Sverige · W 3–1        | Danmark · L 2–3      | Japan · L 2–3 (str.) | 2 Q       | —                    | USA · L 1–4          | Gick inte vidare     | Gick inte vidare     | 7          |

### Herrarnas turnering
Spelartrupp
Truppen presenterades den 13 januari 2022.
Tränare: Filip Pešán
| Nr | Position | Namn             | Längd  | Vikt  | Födelsedatum             | Lag                     |
| -- | -------- | ---------------- | ------ | ----- | ------------------------ | ----------------------- |
| 3  | B        | Ronald Knot      | 193 cm | 95 kg | 3 augusti 1994 (27 år)   | Neftechimik Nizjnekamsk |
| 5  | B        | Jakub Jeřábek    | 180 cm | 88 kg | 12 maj 1991 (30 år)      | Spartak Moskva          |
| 9  | B        | David Sklenička  | 180 cm | 82 kg | 8 september 1996 (25 år) | Jokerit                 |
| 10 | F        | Roman Červenka   | 182 cm | 89 kg | 10 december 1985 (36 år) | Rapperswil-Jona Lakers  |
| 13 | F        | Jiří Smejkal     | 189 cm | 83 kg | 5 november 1996 (25 år)  | Pelicans                |
| 17 | F        | Vladimír Sobotka | 180 cm | 89 kg | 2 juli 1987 (34 år)      | Sparta Prag             |
| 20 | F        | Hynek Zohorna    | 188 cm | 94 kg | 1 augusti 1990 (31 år)   | IK Oskarshamn           |
| 25 | F        | Radan Lenc       | 180 cm | 79 kg | 30 juli 1991 (30 år)     | Amur Chabarovsk         |
| 26 | F        | Michal Řepík     | 179 cm | 86 kg | 31 december 1988 (33 år) | Sparta Prag             |
| 30 | MV       | Šimon Hrubec     | 186 cm | 83 kg | 30 juni 1991 (30 år)     | Avangard Omsk           |
| 31 | B        | Lukáš Klok       | 185 cm | 85 kg | 7 juni 1995 (26 år)      | Neftechimik Nizjnekamsk |
| 35 | MV       | Roman Will       | 180 cm | 85 kg | 22 maj 1992 (29 år)      | Traktor Tjeljabinsk     |
| 37 | MV       | Patrik Bartošák  | 185 cm | 90 kg | 29 mars 1993 (28 år)     | Amur Chabarovsk         |
| 38 | F        | Tomáš Hyka       | 180 cm | 84 kg | 23 mars 1993 (28 år)     | Traktor Tjeljabinsk     |
| 43 | F        | Jan Kovář        | 181 cm | 98 kg | 20 mars 1990 (31 år)     | EV Zug                  |
| 44 | F        | Matěj Stránský   | 191 cm | 93 kg | 11 juli 1993 (28 år)     | HC Davos                |
| 45 | F        | Lukáš Sedlák     | 182 cm | 96 kg | 25 februari 1993 (28 år) | Traktor Tjeljabinsk     |
| 46 | F        | David Krejčí     | 183 cm | 85 kg | 28 april 1986 (35 år)    | HC Olomouc              |
| 52 | F        | Michael Špaček   | 180 cm | 85 kg | 9 april 1997 (24 år)     | Frölunda HC             |
| 65 | B        | Vojtěch Mozík    | 190 cm | 91 kg | 26 december 1992 (29 år) | Admiral Vladivostok     |
| 67 | F        | Michael Frolík   | 185 cm | 86 kg | 17 februari 1988 (33 år) | HC Lausanne             |
| 79 | F        | Tomáš Zohorna    | 185 cm | 95 kg | 3 januari 1988 (34 år)   | IK Oskarshamn           |
| 84 | B        | Tomáš Kundrátek  | 187 cm | 91 kg | 26 december 1989 (32 år) | Oceláři Třinec          |
| 88 | B        | Libor Šulák      | 189 cm | 86 kg | 4 mars 1994 (27 år)      | Admiral Vladivostok     |

Gruppspel
| Nr | Lag      | S | V | ÖV | ÖF | F | GM | IM | MS | P |
| -- | -------- | - | - | -- | -- | - | -- | -- | -- | - |
| 1  | ROC      | 3 | 2 | 0  | 1  | 0 | 8  | 6  | +2 | 7 |
| 2  | Danmark  | 3 | 2 | 0  | 0  | 1 | 7  | 6  | +1 | 6 |
| 3  | Tjeckien | 3 | 0 | 2  | 0  | 1 | 9  | 8  | +1 | 4 |
| 4  | Schweiz  | 3 | 0 | 0  | 1  | 2 | 4  | 8  | −4 | 1 |

|             | 9 februari 2022 | Tjeckien                  | 1 – 2                     | Danmark                                        | Pekings Nationella inomhusstadion, Peking          |                                                    |
| 21:10 UTC+8 | 21:10 UTC+8     | (0–2, 1–0, 0–0) Summering | (0–2, 1–0, 0–0) Summering | (0–2, 1–0, 0–0) Summering                      | Publik: 891 Domare: Oliver Gouin Michael Tscherrig | Publik: 891 Domare: Oliver Gouin Michael Tscherrig |
| 21:10 UTC+8 | 21:10 UTC+8     | Roman Červenka (23:45)    | Mål                       | (11:21) Markus Lauridsen (17:23) Frans Nielsen | Publik: 891 Domare: Oliver Gouin Michael Tscherrig | Publik: 891 Domare: Oliver Gouin Michael Tscherrig |
| 21:10 UTC+8 | 21:10 UTC+8     |                           |                           |                                                | Publik: 891 Domare: Oliver Gouin Michael Tscherrig | Publik: 891 Domare: Oliver Gouin Michael Tscherrig |
| 21:10 UTC+8 | 21:10 UTC+8     |                           |                           |                                                | Publik: 891 Domare: Oliver Gouin Michael Tscherrig | Publik: 891 Domare: Oliver Gouin Michael Tscherrig |
| 21:10 UTC+8 | 21:10 UTC+8     |                           |                           |                                                | Publik: 891 Domare: Oliver Gouin Michael Tscherrig | Publik: 891 Domare: Oliver Gouin Michael Tscherrig |
| 21:10 UTC+8 | 21:10 UTC+8     |                           |                           |                                                | Publik: 891 Domare: Oliver Gouin Michael Tscherrig | Publik: 891 Domare: Oliver Gouin Michael Tscherrig |

|             | 11 februari 2022 | Tjeckien                                               | 0000 2 – 1 (e.str.)                 | Schweiz                                                                          | Pekings Nationella inomhusstadion, Peking          |                                                    |
| 16:40 UTC+8 | 16:40 UTC+8      | (1–1, 0–0, 0–0, 0–0, 1–0) Summering                    | (1–1, 0–0, 0–0, 0–0, 1–0) Summering | (1–1, 0–0, 0–0, 0–0, 1–0) Summering                                              | Publik: 834 Domare: Andris Ansons Andrew Bruggeman | Publik: 834 Domare: Andris Ansons Andrew Bruggeman |
| 16:40 UTC+8 | 16:40 UTC+8      | Jiří Smejkal (04:33)                                   | Mål                                 | (08:34) Gaëtan Haas                                                              | Publik: 834 Domare: Andris Ansons Andrew Bruggeman | Publik: 834 Domare: Andris Ansons Andrew Bruggeman |
| 16:40 UTC+8 | 16:40 UTC+8      |                                                        |                                     |                                                                                  | Publik: 834 Domare: Andris Ansons Andrew Bruggeman | Publik: 834 Domare: Andris Ansons Andrew Bruggeman |
| 16:40 UTC+8 | 16:40 UTC+8      |                                                        |                                     |                                                                                  | Publik: 834 Domare: Andris Ansons Andrew Bruggeman | Publik: 834 Domare: Andris Ansons Andrew Bruggeman |
| 16:40 UTC+8 | 16:40 UTC+8      |                                                        |                                     |                                                                                  | Publik: 834 Domare: Andris Ansons Andrew Bruggeman | Publik: 834 Domare: Andris Ansons Andrew Bruggeman |
| 16:40 UTC+8 | 16:40 UTC+8      | David Krejčí · Lukáš Sedlák · Jan Kovář · Michal Řepík | Straffar                            | Andres Ambühl · Sven Andrighetto · Enzo Corvi · Christoph Bertschy · Gaëtan Haas | Publik: 834 Domare: Andris Ansons Andrew Bruggeman | Publik: 834 Domare: Andris Ansons Andrew Bruggeman |

|             | 12 februari 2022 | ROC | 0000 5 – 6 (e.fl.)             | Tjeckien | Pekings Nationella inomhusstadion, Peking       |                                                 |
| 21:10 UTC+8 | 21:10 UTC+8      | (1–1, 1–2, 3–2, 0–1) Summering                                                                                           | (1–1, 1–2, 3–2, 0–1) Summering | (1–1, 1–2, 3–2, 0–1) Summering                                                                                                | Publik: 921 Domare: Mikko Kaukokari Mikael Nord | Publik: 921 Domare: Mikko Kaukokari Mikael Nord |
| 21:10 UTC+8 | 21:10 UTC+8      | Vladimir Tkatjov (04:51) Nikita Nesterov (32:19) Kirill Semjonov (43:50) Arseni Gritsyuk (46:43) Andrej Tjibisov (48:22) | Mål                            | (12:37) Tomáš Kundrátek (38:41) David Krejčí (39:16) Michael Špaček (43:14) Lukáš Klok (48:57) Tomáš Hyka (64:29) Libor Šulák | Publik: 921 Domare: Mikko Kaukokari Mikael Nord | Publik: 921 Domare: Mikko Kaukokari Mikael Nord |
| 21:10 UTC+8 | 21:10 UTC+8      | |                                | | Publik: 921 Domare: Mikko Kaukokari Mikael Nord | Publik: 921 Domare: Mikko Kaukokari Mikael Nord |
| 21:10 UTC+8 | 21:10 UTC+8      | |                                | | Publik: 921 Domare: Mikko Kaukokari Mikael Nord | Publik: 921 Domare: Mikko Kaukokari Mikael Nord |
| 21:10 UTC+8 | 21:10 UTC+8      | |                                | | Publik: 921 Domare: Mikko Kaukokari Mikael Nord | Publik: 921 Domare: Mikko Kaukokari Mikael Nord |
| 21:10 UTC+8 | 21:10 UTC+8      | |                                | | Publik: 921 Domare: Mikko Kaukokari Mikael Nord | Publik: 921 Domare: Mikko Kaukokari Mikael Nord |

Playoff
|             | 15 februari 2022 | Tjeckien                                  | 2 – 4     | Schweiz                                                                                | Pekings Nationella inomhusstadion, Peking        |                                                  |
| 16:40 UTC+8 | 16:40 UTC+8      | Summering                                 | Summering | Summering                                                                              | Publik: 990 Domare: Roman Gofman Mikko Kaukokari | Publik: 990 Domare: Roman Gofman Mikko Kaukokari |
| 16:40 UTC+8 | 16:40 UTC+8      | Lukáš Klok (10:08) Roman Červenka (55:59) | Mål       | (14:59) Andres Ambühl (15:12) Killian Mottet (29:53) Denis Malgin (54:57) Raphael Diaz | Publik: 990 Domare: Roman Gofman Mikko Kaukokari | Publik: 990 Domare: Roman Gofman Mikko Kaukokari |
| 16:40 UTC+8 | 16:40 UTC+8      |                                           |           |                                                                                        | Publik: 990 Domare: Roman Gofman Mikko Kaukokari | Publik: 990 Domare: Roman Gofman Mikko Kaukokari |
| 16:40 UTC+8 | 16:40 UTC+8      |                                           |           |                                                                                        | Publik: 990 Domare: Roman Gofman Mikko Kaukokari | Publik: 990 Domare: Roman Gofman Mikko Kaukokari |
| 16:40 UTC+8 | 16:40 UTC+8      |                                           |           |                                                                                        | Publik: 990 Domare: Roman Gofman Mikko Kaukokari | Publik: 990 Domare: Roman Gofman Mikko Kaukokari |
| 16:40 UTC+8 | 16:40 UTC+8      |                                           |           |                                                                                        | Publik: 990 Domare: Roman Gofman Mikko Kaukokari | Publik: 990 Domare: Roman Gofman Mikko Kaukokari |

### Damernas turnering
Spelartrupp
Truppen presenterades den 13 januari 2022.
Tränare: Tomáš Pacina
| Nr | Position | Namn                 | Längd  | Vikt  | Födelsedatum             | Lag                        |
| -- | -------- | -------------------- | ------ | ----- | ------------------------ | -------------------------- |
| 1  | MV       | Viktorie Švejdová    | 168 cm | 65 kg | 24 juni 2002 (19 år)     | Modo Hockey                |
| 2  | B        | Aneta Tejralová      | 164 cm | 53 kg | 4 januari 1996 (26 år)   | SKIF Nizhny Novgorod       |
| 4  | B        | Daniela Pejšová      | 173 cm | 73 kg | 14 augusti 2002 (19 år)  | Modo Hockey                |
| 5  | B        | Samantha Kolowratová | 170 cm | 71 kg | 12 juli 1996 (25 år)     | Brynäs IF                  |
| 7  | F        | Lenka Serdar         | 172 cm | 63 kg | 21 juli 1997 (24 år)     | Linköping HC               |
| 9  | F        | Alena Mills          | 173 cm | 80 kg | 9 juni 1990 (31 år)      | KRS Vanke Rays             |
| 10 | F        | Denisa Křížová       | 165 cm | 68 kg | 3 november 1994 (27 år)  | Brynäs IF                  |
| 12 | F        | Klára Hymlárová      | 162 cm | 67 kg | 27 februari 1999 (22 år) | St. Cloud State Huskies    |
| 14 | B        | Dominika Lásková     | 164 cm | 71 kg | 20 december 1996 (25 år) | Merrimack Warriors         |
| 15 | F        | Aneta Lédlová        | 168 cm | 76 kg | 31 december 1996 (25 år) | SK Trhači Kadaň            |
| 16 | F        | Kateřina Mrázová     | 163 cm | 64 kg | 19 oktober 1992 (29 år)  | Brynäs IF                  |
| 17 | B        | Pavlína Horálková    | 166 cm | 61 kg | 24 maj 1991 (30 år)      | Biryusa Krasnoyarsk        |
| 18 | F        | Michaela Pejzlová    | 170 cm | 66 kg | 4 juni 1997 (24 år)      | HIFK                       |
| 19 | F        | Natálie Mlýnková     | 161 cm | 63 kg | 24 maj 2001 (20 år)      | Vermont Catamounts         |
| 21 | F        | Tereza Vanišová      | 170 cm | 64 kg | 30 januari 1996 (26 år)  | Leksands IF                |
| 23 | F        | Kateřina Bukolská    | 170 cm | 70 kg | 6 mars 1997 (24 år)      | Leksands IF                |
| 24 | B        | Sára Čajanová        | 168 cm | 63 kg | 10 december 2002 (19 år) | HC Bobři Valašské Meziříčí |
| 25 | F        | Kristýna Pátková     | 167 cm | 69 kg | 17 juni 1998 (23 år)     | Vermont Catamounts         |
| 26 | F        | Vendula Přibylová    | 171 cm | 78 kg | 23 mars 1996 (25 år)     | AIK                        |
| 27 | B        | Tereza Radová        | 172 cm | 73 kg | 22 november 2001 (20 år) | Göteborg HC                |
| 28 | F        | Noemi Neubauerová    | 173 cm | 69 kg | 15 december 1999 (22 år) | Colgate Raiders            |
| 29 | MV       | Klára Peslarová      | 164 cm | 63 kg | 23 november 1996 (25 år) | Modo Hockey                |
| 30 | MV       | Kateřina Zechovská   | 165 cm | 78 kg | 4 november 1998 (23 år)  | HC Draci Bílina            |

Gruppspel
| Pos | Lag      | S | V | ÖV | ÖF | F | GM | IM | MS | P | Kvalificering |
| --- | -------- | - | - | -- | -- | - | -- | -- | -- | - | ------------- |
| 1   | Japan    | 4 | 2 | 1  | 1  | 0 | 13 | 7  | +6 | 9 | Kvartsfinal   |
| 2   | Tjeckien | 4 | 2 | 0  | 1  | 1 | 10 | 8  | +2 | 7 | Kvartsfinal   |
| 3   | Sverige  | 4 | 2 | 0  | 0  | 2 | 7  | 8  | −1 | 6 | Kvartsfinal   |
| 4   | Kina (H) | 4 | 1 | 1  | 0  | 2 | 7  | 7  | 0  | 5 | Utslagen      |
| 5   | Danmark  | 4 | 1 | 0  | 0  | 3 | 7  | 14 | −7 | 3 | Utslagen      |

|             | 3 februari 2022 | Tjeckien                                                               | 3 – 1                     | Kina                      | LeSports Center, Peking                        |                                                |
| 12:10 UTC+8 | 12:10 UTC+8     | (1–0, 1–1, 1–0) Summering                                              | (1–0, 1–1, 1–0) Summering | (1–0, 1–1, 1–0) Summering | Publik: 499 Domare: Tijana Haack Anniina Nurmi | Publik: 499 Domare: Tijana Haack Anniina Nurmi |
| 12:10 UTC+8 | 12:10 UTC+8     | Tereza Radová (10:38) Denisa Křížová (23:57) Michaela Pejzlová (46:27) | Mål                       | (29:02) Hannah Miller     | Publik: 499 Domare: Tijana Haack Anniina Nurmi | Publik: 499 Domare: Tijana Haack Anniina Nurmi |
| 12:10 UTC+8 | 12:10 UTC+8     |                                                                        |                           |                           | Publik: 499 Domare: Tijana Haack Anniina Nurmi | Publik: 499 Domare: Tijana Haack Anniina Nurmi |
| 12:10 UTC+8 | 12:10 UTC+8     |                                                                        |                           |                           | Publik: 499 Domare: Tijana Haack Anniina Nurmi | Publik: 499 Domare: Tijana Haack Anniina Nurmi |
| 12:10 UTC+8 | 12:10 UTC+8     |                                                                        |                           |                           | Publik: 499 Domare: Tijana Haack Anniina Nurmi | Publik: 499 Domare: Tijana Haack Anniina Nurmi |
| 12:10 UTC+8 | 12:10 UTC+8     |                                                                        |                           |                           | Publik: 499 Domare: Tijana Haack Anniina Nurmi | Publik: 499 Domare: Tijana Haack Anniina Nurmi |

|             | 5 februari 2022 | Tjeckien                                                                | 3 – 1                     | Sverige                   | Pekings Nationella inomhusstadion, Peking            |                                                      |
| 16:40 UTC+8 | 16:40 UTC+8     | (1–0, 1–1, 1–0) Summering                                               | (1–0, 1–1, 1–0) Summering | (1–0, 1–1, 1–0) Summering | Publik: 438 Domare: Cianna Lieffers Elizabeth Mantha | Publik: 438 Domare: Cianna Lieffers Elizabeth Mantha |
| 16:40 UTC+8 | 16:40 UTC+8     | Tereza Vanišová (18:23) Klára Hymlarová (33:56) Tereza Vanišová (54:03) | Mål                       | (39:16) Emma Murén        | Publik: 438 Domare: Cianna Lieffers Elizabeth Mantha | Publik: 438 Domare: Cianna Lieffers Elizabeth Mantha |
| 16:40 UTC+8 | 16:40 UTC+8     |                                                                         |                           |                           | Publik: 438 Domare: Cianna Lieffers Elizabeth Mantha | Publik: 438 Domare: Cianna Lieffers Elizabeth Mantha |
| 16:40 UTC+8 | 16:40 UTC+8     |                                                                         |                           |                           | Publik: 438 Domare: Cianna Lieffers Elizabeth Mantha | Publik: 438 Domare: Cianna Lieffers Elizabeth Mantha |
| 16:40 UTC+8 | 16:40 UTC+8     |                                                                         |                           |                           | Publik: 438 Domare: Cianna Lieffers Elizabeth Mantha | Publik: 438 Domare: Cianna Lieffers Elizabeth Mantha |
| 16:40 UTC+8 | 16:40 UTC+8     |                                                                         |                           |                           | Publik: 438 Domare: Cianna Lieffers Elizabeth Mantha | Publik: 438 Domare: Cianna Lieffers Elizabeth Mantha |

|             | 7 februari 2022 | Danmark                                                            | 3 – 2                     | Tjeckien                                         | LeSports Center, Peking                       |                                               |
| 16:40 UTC+8 | 16:40 UTC+8     | (1–1, 1–1, 1–0) Summering                                          | (1–1, 1–1, 1–0) Summering | (1–1, 1–1, 1–0) Summering                        | Publik: 637 Domare: Maria Furberg Lacey Senuk | Publik: 637 Domare: Maria Furberg Lacey Senuk |
| 16:40 UTC+8 | 16:40 UTC+8     | Josefine Jakobsen (09:14) Michelle Weis (24:28) Silke Glud (40:49) | Mål                       | (05:48) Aneta Tejralová (23:01) Kateřina Mrázová | Publik: 637 Domare: Maria Furberg Lacey Senuk | Publik: 637 Domare: Maria Furberg Lacey Senuk |
| 16:40 UTC+8 | 16:40 UTC+8     |                                                                    |                           |                                                  | Publik: 637 Domare: Maria Furberg Lacey Senuk | Publik: 637 Domare: Maria Furberg Lacey Senuk |
| 16:40 UTC+8 | 16:40 UTC+8     |                                                                    |                           |                                                  | Publik: 637 Domare: Maria Furberg Lacey Senuk | Publik: 637 Domare: Maria Furberg Lacey Senuk |
| 16:40 UTC+8 | 16:40 UTC+8     |                                                                    |                           |                                                  | Publik: 637 Domare: Maria Furberg Lacey Senuk | Publik: 637 Domare: Maria Furberg Lacey Senuk |
| 16:40 UTC+8 | 16:40 UTC+8     |                                                                    |                           |                                                  | Publik: 637 Domare: Maria Furberg Lacey Senuk | Publik: 637 Domare: Maria Furberg Lacey Senuk |

|             | 8 februari 2022 | Japan                                                            | 0000 3 – 2 (e.str.)                 | Tjeckien                                                                               | LeSports Center, Peking                          |                                                  |
| 16:40 UTC+8 | 16:40 UTC+8     | (1–0, 0–1, 1–1, 0–0, 1–0) Summering                              | (1–0, 0–1, 1–1, 0–0, 1–0) Summering | (1–0, 0–1, 1–1, 0–0, 1–0) Summering                                                    | Publik: 638 Domare: Daria Abrosimova Daria Ermak | Publik: 638 Domare: Daria Abrosimova Daria Ermak |
| 16:40 UTC+8 | 16:40 UTC+8     | Haruka Toko (04:00) Haruka Toko (40:23)                          | Mål                                 | (26:09) Denisa Křížová (45:53) Natálie Mlýnková                                        | Publik: 638 Domare: Daria Abrosimova Daria Ermak | Publik: 638 Domare: Daria Abrosimova Daria Ermak |
| 16:40 UTC+8 | 16:40 UTC+8     |                                                                  |                                     |                                                                                        | Publik: 638 Domare: Daria Abrosimova Daria Ermak | Publik: 638 Domare: Daria Abrosimova Daria Ermak |
| 16:40 UTC+8 | 16:40 UTC+8     |                                                                  |                                     |                                                                                        | Publik: 638 Domare: Daria Abrosimova Daria Ermak | Publik: 638 Domare: Daria Abrosimova Daria Ermak |
| 16:40 UTC+8 | 16:40 UTC+8     |                                                                  |                                     |                                                                                        | Publik: 638 Domare: Daria Abrosimova Daria Ermak | Publik: 638 Domare: Daria Abrosimova Daria Ermak |
| 16:40 UTC+8 | 16:40 UTC+8     | Rui Ukita · Hanae Kubo · Remi Koyama · Haruka Toko · Akane Shiga | Straffar                            | Kristýna Pátková · Denisa Křížová · Michaela Pejzlová · Kateřina Mrázová · Alena Mills | Publik: 638 Domare: Daria Abrosimova Daria Ermak | Publik: 638 Domare: Daria Abrosimova Daria Ermak |

Kvartsfinal
|             | 11 februari 2022 | USA                                                                                                 | 4 – 1                     | Tjeckien                  | LeSports Center, Peking                            |                                                    |
| 12:10 UTC+8 | 12:10 UTC+8      | (0–0, 1–1, 3–0) Summering                                                                           | (0–0, 1–1, 3–0) Summering | (0–0, 1–1, 3–0) Summering | Publik: 636 Domare: Elizabeth Mantha Anniina Nurmi | Publik: 636 Domare: Elizabeth Mantha Anniina Nurmi |
| 12:10 UTC+8 | 12:10 UTC+8      | Hilary Knight (25:47) Lee Stecklein (46:49) Savannah Harmon (56:51) Kendall Coyne Schofield (59:54) | Mål                       | (24:59) Michaela Pejzlová | Publik: 636 Domare: Elizabeth Mantha Anniina Nurmi | Publik: 636 Domare: Elizabeth Mantha Anniina Nurmi |
| 12:10 UTC+8 | 12:10 UTC+8      | |                           |                           | Publik: 636 Domare: Elizabeth Mantha Anniina Nurmi | Publik: 636 Domare: Elizabeth Mantha Anniina Nurmi |
| 12:10 UTC+8 | 12:10 UTC+8      | |                           |                           | Publik: 636 Domare: Elizabeth Mantha Anniina Nurmi | Publik: 636 Domare: Elizabeth Mantha Anniina Nurmi |
| 12:10 UTC+8 | 12:10 UTC+8      | |                           |                           | Publik: 636 Domare: Elizabeth Mantha Anniina Nurmi | Publik: 636 Domare: Elizabeth Mantha Anniina Nurmi |
| 12:10 UTC+8 | 12:10 UTC+8      | |                           |                           | Publik: 636 Domare: Elizabeth Mantha Anniina Nurmi | Publik: 636 Domare: Elizabeth Mantha Anniina Nurmi |

## Konståkning
| Idrottare                          | Gren                   | Kortprogram | Kortprogram | Friåkningsprogram | Friåkningsprogram | Totalt           | Totalt           |
| Idrottare                          | Gren                   | Poäng       | Placering   | Poäng             | Placering         | Poäng            | Placering        |
| ---------------------------------- | ---------------------- | ----------- | ----------- | ----------------- | ----------------- | ---------------- | ---------------- |
| Michal Březina                     | Herrarnas singelåkning | 75,19       | 25          | Gick inte vidare  | Gick inte vidare  | Gick inte vidare | Gick inte vidare |
| Eliška Březinová                   | Damernas singelåkning  | 64,31       | 12 Q        | 111,10            | 21                | 175,41           | 20               |
| Elizaveta Zhuk Martin Bidař        | Paråkning              | 54,64       | 17          | Gick inte vidare  | Gick inte vidare  | Gick inte vidare | Gick inte vidare |
| Natálie Taschlerová Filip Taschler | Isdans                 | 67,22       | 17 Q        | 101,10            | 17                | 168,32           | 16               |

Lagtävling
| Idrottare                                                                                          | Gren       | Kortprogram    | Kortprogram    | Kortprogram    | Kortprogram    | Kortprogram | Kortprogram | Friåkningsprogram | Friåkningsprogram | Friåkningsprogram | Friåkningsprogram | Friåkningsprogram | Friåkningsprogram |
| Idrottare                                                                                          | Gren       | Herrar         | Damer          | Par            | Isdans         | Totalt      | Totalt      | Herrar            | Damer             | Par               | Isdans            | Totalt            | Totalt            |
| Idrottare                                                                                          | Gren       | Poäng Lagpoäng | Poäng Lagpoäng | Poäng Lagpoäng | Poäng Lagpoäng | Poäng       | Placering   | Poäng Lagpoäng    | Poäng Lagpoäng    | Poäng Lagpoäng    | Poäng Lagpoäng    | Poäng             | Placering         |
| -------------------------------------------------------------------------------------------------- | ---------- | -------------- | -------------- | -------------- | -------------- | ----------- | ----------- | ----------------- | ----------------- | ----------------- | ----------------- | ----------------- | ----------------- |
| Michal Březina Eliška Březinová Elizaveta Zhuk / Martin Bidař Natálie Taschlerová / Filip Taschler | Lagtävling | 76,77 4        | 61,05 3        | 56,70 3        | 68,99 5        | 15          | 8           | Gick inte vidare  | Gick inte vidare  | Gick inte vidare  | Gick inte vidare  | Gick inte vidare  | Gick inte vidare  |

## Längdskidåkning
Distans
Herrar
| Idrottare                                         | Gren                | Klassisk stil | Klassisk stil | Fristil | Fristil   | Totalt    | Totalt   | Totalt    |
| Idrottare                                         | Gren                | Tid           | Placering     | Tid     | Placering | Tid       | Diff.    | Placering |
| ------------------------------------------------- | ------------------- | ------------- | ------------- | ------- | --------- | --------- | -------- | --------- |
| Adam Fellner                                      | 15 km klassisk stil | —             | —             | —       | —         | 41.01,0   | +3.06,2  | 31        |
| Petr Knop                                         | 15 km klassisk stil | —             | —             | —       | —         | 42.34,4   | +4.39,6  | 54        |
| Michal Novák                                      | 15 km klassisk stil | —             | —             | —       | —         | 42.06,6   | +4.11,8  | 50        |
| Jan Pechoušek                                     | 15 km klassisk stil | —             | —             | —       | —         | DNS       | DNS      | DNS       |
| Adam Fellner                                      | 30 km skiathlon     | 43.22,6       | 47            | 41.42,8 | 41        | 1:25.39,5 | +9:29.7  | 46        |
| Petr Knop                                         | 30 km skiathlon     | 44.06,8       | 52            | 40.55,9 | 33        | 1:25.38,4 | +9.28,6  | 44        |
| Michal Novák                                      | 30 km skiathlon     | 41.14,9       | 16            | 39.06,1 | 23        | 1:20.50,9 | +4.41,1  | 18        |
| Adam Fellner                                      | 50 km fristil       | —             | —             | —       | —         | 1:18.14,3 | +6.41,6  | 42        |
| Petr Knop                                         | 50 km fristil       | —             | —             | —       | —         | 1:16.35,0 | +5.02,3  | 37        |
| Michal Novák                                      | 50 km fristil       | —             | —             | —       | —         | DNS       | DNS      | DNS       |
| Adam Fellner Petr Knop Michal Novák Jan Pechoušek | 4 × 10 km stafett   | —             | —             | —       | —         | 2:04.57,8 | +10.07,1 | 12        |

Damer
| Idrottare                                                        | Gren                | Klassisk stil | Klassisk stil | Fristil | Fristil   | Totalt          | Totalt          | Totalt          |
| Idrottare                                                        | Gren                | Tid           | Placering     | Tid     | Placering | Tid             | Diff.           | Placering       |
| ---------------------------------------------------------------- | ------------------- | ------------- | ------------- | ------- | --------- | --------------- | --------------- | --------------- |
| Petra Hynčicová                                                  | 10 km klassisk stil | —             | —             | —       | —         | 31.28,0         | +3.21,7         | 42              |
| Kateřina Janatová                                                | 10 km klassisk stil | —             | —             | —       | —         | 31.07,2         | +3.00,9         | 34              |
| Petra Nováková                                                   | 10 km klassisk stil | —             | —             | —       | —         | 31.00,7         | +2.54,4         | 30              |
| Petra Hynčicová                                                  | 15 km skiathlon     | 24.25,8       | 27            | 23.34,3 | 30        | 48.40,8         | +4.27,1         | 26              |
| Petra Nováková                                                   | 15 km skiathlon     | 44.06,8       | 52            | 40.55,9 | 33        | 1:25.38,4       | +9.28,6         | 30              |
| Petra Hynčicová                                                  | 30 km fristil       | —             | —             | —       | —         | 1:36.26,6       | +11.32,6        | 41              |
| Kateřina Janatová                                                | 30 km fristil       | —             | —             | —       | —         | 1:31.43,2       | +6.49,2         | 22              |
| Petra Nováková                                                   | 30 km fristil       | —             | —             | —       | —         | Fullföljde inte | Fullföljde inte | Fullföljde inte |
| Tereza Beranová Petra Nováková Kateřina Janatová Petra Hynčicová | 4 x 5 km stafett    | —             | —             | —       | —         | 59.32,6         | +5.51,6         | 13              |

Sprint
| Idrottare                         | Gren                    | Kval    | Kval      | Kvartsfinal      | Kvartsfinal      | Semifinal        | Semifinal        | Final            | Final     | Final |
| Idrottare                         | Gren                    | Tid     | Placering | Tid              | Placering        | Tid              | Placering        | Tid              | Placering |       |
| --------------------------------- | ----------------------- | ------- | --------- | ---------------- | ---------------- | ---------------- | ---------------- | ---------------- | --------- | ----- |
| Ondřej Černý                      | Herrarnas sprint        | 2.50,65 | 9 Q       | 3.10,62          | 6                | Gick inte vidare | Gick inte vidare | Gick inte vidare | 26        |       |
| Michal Novák                      | Herrarnas sprint        | 2.52,49 | 21 Q      | 2.55,36          | 5                | Gick inte vidare | Gick inte vidare | Gick inte vidare | 23        |       |
| Jan Pechoušek                     | Herrarnas sprint        | 2.55,03 | 33        | Gick inte vidare | Gick inte vidare | Gick inte vidare | Gick inte vidare | Gick inte vidare | 33        |       |
| Luděk Šeller                      | Herrarnas sprint        | 2.54,09 | 29 Q      | 3.01,83          | 6                | Gick inte vidare | Gick inte vidare | Gick inte vidare | 29        |       |
| Michal Novák Luděk Šeller         | Herrarnas sprintstafett | —       | —         | —                | —                | 20.36,70         | 7                | Gick inte vidare | 14        |       |
| Tereza Beranová                   | Damernas sprint         | 3.22,20 | 22 Q      | 3.22,59          | 4                | Gick inte vidare | Gick inte vidare | Gick inte vidare | 20        |       |
| Zuzana Holíková                   | Damernas sprint         | 3.29,63 | 44        | Gick inte vidare | Gick inte vidare | Gick inte vidare | Gick inte vidare | Gick inte vidare | 44        |       |
| Petra Hynčicová                   | Damernas sprint         | 3.24,51 | 33        | Gick inte vidare | Gick inte vidare | Gick inte vidare | Gick inte vidare | Gick inte vidare | 33        |       |
| Kateřina Janatová                 | Damernas sprint         | 3.20,80 | 15 Q      | 3.20,12          | 4                | Gick inte vidare | Gick inte vidare | Gick inte vidare | 19        |       |
| Petra Hynčicová Kateřina Janatová | Damernas sprintstafett  | —       | —         | —                | —                | 23.55,59         | 8                | Gick inte vidare | 15        |       |

## Nordisk kombination
| Idrottare                                          | Gren                | Backhoppning | Backhoppning | Backhoppning | Längdskidåkning | Längdskidåkning | Totalt  | Totalt    |
| Idrottare                                          | Gren                | Distans      | Poäng        | Placering    | Tid             | Placering       | Tid     | Placering |
| -------------------------------------------------- | ------------------- | ------------ | ------------ | ------------ | --------------- | --------------- | ------- | --------- |
| Lukáš Daněk                                        | Normalbacke/10 km   | 97,0         | 98,2         | 25           | 25.22,8         | 22              | 27.41,8 | 21        |
| Lukáš Daněk                                        | Stor backe/10 km    | 117,0        | 86,1         | 31           | 27.32,3         | 30              | 31.07,3 | 30        |
| Ondřej Pažout                                      | Normalbacke/10 km   | 96,0         | 99,9         | 22           | 26.19,4         | 30              | 28.31,4 | 29        |
| Ondřej Pažout                                      | Stor backe/10 km    | 123,5        | 99,0         | 20           | 27.46,7         | 35              | 30.29,7 | 29        |
| Tomáš Portyk                                       | Normalbacke/10 km   | 97,0         | 110,8        | 13           | 25.47,4         | 26              | 27.16,4 | 20        |
| Tomáš Portyk                                       | Stor backe/10 km    | 128,0        | 97,8         | 22           | 27.32,6         | 31              | 30.20,6 | 27        |
| Jan Vytrval                                        | Normalbacke/10 km   | 92,5         | 93,5         | 29           | 25.26,7         | 24              | 28.04,7 | 26        |
| Jan Vytrval                                        | Stor backe/10 km    | 125,0        | 97,0         | 23           | 26.26,1         | 14              | 29.17,1 | 18        |
| Lukáš Daněk Ondřej Pažout Tomáš Portyk Jan Vytrval | Lagtävling/4 × 5 km | 493,5        | 403,7        | 6            | 51.34,6         | 7               | 53.10,6 | 7         |

## Rodel
| Idrottare                   | Gren             | Åk 1     | Åk 1      | Åk 2     | Åk 2      | Åk 3     | Åk 3      | Åk 4             | Åk 4             | Totalt   | Totalt    |
| Idrottare                   | Gren             | Tid      | Placering | Tid      | Placering | Tid      | Placering | Tid              | Placering        | Tid      | Placering |
| --------------------------- | ---------------- | -------- | --------- | -------- | --------- | -------- | --------- | ---------------- | ---------------- | -------- | --------- |
| Michael Lejsek              | Herrarnas singel | 59,542   | 28        | 59,945   | 31        | 1.00,080 | 32        | Gick inte vidare | Gick inte vidare | 2.59,567 | 30        |
| Zdeněk Pěkný Filip Vejdělek | Dubbel           | 1.00,248 | 16        | 59,869   | 14        | —        | —         | —                | —                | 2.00,117 | 16        |
| Anna Čežíková               | Damernas singel  | 1.00,392 | 28        | 1.01,169 | 30        | 1.00,101 | 29        | Gick inte vidare | Gick inte vidare | 3.01,662 | 30        |

Mixat lag
| Idrottare                                                | Gren       | Åk 1     | Åk 1      | Åk 2     | Åk 2      | Åk 3     | Åk 3      | Totalt   | Totalt    |
| Idrottare                                                | Gren       | Tid      | Placering | Tid      | Placering | Tid      | Placering | Tid      | Placering |
| -------------------------------------------------------- | ---------- | -------- | --------- | -------- | --------- | -------- | --------- | -------- | --------- |
| Anna Čežíková Michael Lejsek Zdeněk Pěkný Filip Vejdělek | Lagstafett | 1.01,852 | 12        | 1.03,545 | 12        | 1.04,159 | 11        | 3.09,556 | 10        |

## Short track
| Idrottare        | Gren             | Heat   | Heat      | Kvartsfinal      | Kvartsfinal      | Semifinal        | Semifinal        | Final            | Final     |
| Idrottare        | Gren             | Tid    | Placering | Tid              | Placering        | Tid              | Placering        | Tid              | Placering |
| ---------------- | ---------------- | ------ | --------- | ---------------- | ---------------- | ---------------- | ---------------- | ---------------- | --------- |
| Michaela Hrůzová | Damernas 500 m   | 45,060 | 3         | Gick inte vidare | Gick inte vidare | Gick inte vidare | Gick inte vidare | Gick inte vidare | 24        |
| Michaela Hrůzová | Damernas 1 500 m | —      | —         | 2.21,278         | 4 q              | 2.21,386         | 4 FB             | 2.46,664         | 14        |

## Skeleton
| Idrottare         | Gren              | Åk 1    | Åk 1      | Åk 2    | Åk 2      | Åk 3    | Åk 3      | Åk 4    | Åk 4      | Totalt  | Totalt    |
| Idrottare         | Gren              | Tid     | Placering | Tid     | Placering | Tid     | Placering | Tid     | Placering | Tid     | Placering |
| ----------------- | ----------------- | ------- | --------- | ------- | --------- | ------- | --------- | ------- | --------- | ------- | --------- |
| Anna Fernstädtová | Damernas skeleton | 1.02,35 | 6         | 1.02,44 | 6         | 1.02,27 | 10        | 1.02,26 | 6         | 4.09,32 | 7         |

## Skidskytte
Herrar
| Idrottare                                                  | Gren      | Tid     | Missar      | Placering |
| ---------------------------------------------------------- | --------- | ------- | ----------- | --------- |
| Mikuláš Karlík                                             | 20 km     | 52.56,3 | 3 (0+0+0+3) | 31        |
| Michal Krčmář                                              | 20 km     | 55.27,9 | 5 (0+1+3+1) | 59        |
| Jakub Štvrtecký                                            | 20 km     | 55.52,7 | 5 (0+3+0+2) | 65        |
| Milan Žemlička                                             | 20 km     | 55.44,3 | 2 (0+1+0+1) | 62        |
| Mikuláš Karlík                                             | Sprint    | 25.48,8 | 3 (0+3)     | 28        |
| Michal Krčmář                                              | Sprint    | 25.22,4 | 1 (0+1)     | 16        |
| Jakub Štvrtecký                                            | Sprint    | 26.48,3 | 3 (1+2)     | 58        |
| Adam Václavík                                              | Sprint    | 26.50,2 | 3 (2+1)     | 59        |
| Mikuláš Karlík                                             | Jaktstart | 45.38,8 | 8 (1+3+3+1) | 42        |
| Michal Krčmář                                              | Jaktstart | 44.06,9 | 7 (1+0+4+1) | 34        |
| Jakub Štvrtecký                                            | Jaktstart | 46.32,1 | 7 (0+3+3+1) | 48        |
| Adam Václavík                                              | Jaktstart | 45.41,2 | 6 (1+1+3+1) | 44        |
| Michal Krčmář                                              | Masstart  | 41.54,9 | 5 (0+1+1+3) | 21        |
| Jakub Štvrtecký Mikuláš Karlík Adam Václavík Michal Krčmář | Stafett   | Varvade | Varvade     | 19        |

Damer
| Idrottare                                                          | Gren     | Tid       | Missar      | Placering |
| ------------------------------------------------------------------ | -------- | --------- | ----------- | --------- |
| Markéta Davidová                                                   | 15 km    | 43.44,6   | 1 (0+0+0+1) | 6         |
| Lucie Charvátová                                                   | 15 km    | 44.46,6   | 2 (0+1+0+1) | 19        |
| Jessica Jislová                                                    | 15 km    | 46.17,5   | 2 (0+1+0+1) | 27        |
| Tereza Voborníková                                                 | 15 km    | 46.51,6   | 2 (0+0+1+1) | 34        |
| Markéta Davidová                                                   | Sprint   | 23.11,8   | 4 (2+2)     | 41        |
| Lucie Charvátová                                                   | Sprint   | 22.35,6   | 1 (0+1)     | 25        |
| Jessica Jislová                                                    | Sprint   | 22.42,7   | 1 (1+0)     | 31        |
| Tereza Voborníková                                                 | Sprint   | 23.30,9   | 2 (2+0)     | 58        |
| Markéta Davidová                                                   | Pursuit  | 44.44,6   | 4 (1+1+1+1) | 28        |
| Lucie Charvátová                                                   | Pursuit  | 46.46,6   | 4 (2+1+0+1) | 34        |
| Jessica Jislová                                                    | Pursuit  | 48.17,5   | 2 (0+1+0+1) | 35        |
| Tereza Voborníková                                                 | Pursuit  | Varvad    | –           | –         |
| Markéta Davidová                                                   | Masstart | 41.11,4   | 4 (1+0+1+2) | 4         |
| Lucie Charvátová                                                   | Masstart | 44.28,7   | 5 (0+2+2+1) | 28        |
| Eva Puskarčíková Markéta Davidová Jessica Jislová Lucie Charvátová | Stafett  | 1:14.06,0 | 9 (1+8)     | 8         |

Mixat
| Idrottare                                                     | Gren    | Tid       | Missar    | Placering |
| ------------------------------------------------------------- | ------- | --------- | --------- | --------- |
| Markéta Davidová Jessica Jislová Mikuláš Karlík Michal Krčmář | Stafett | 1:10.20,2 | 20 (3+17) | 12        |

## Snowboard
Freestyle
| Idrottare        | Gren                | Kval  | Kval  | Kval  | Kval   | Kval      | Final            | Final            | Final            | Final            | Final            |
| Idrottare        | Gren                | Åk 1  | Åk 2  | Åk 3  | Bästa  | Placering | Åk 1             | Åk 2             | Åk 3             | Bästa            | Placering        |
| ---------------- | ------------------- | ----- | ----- | ----- | ------ | --------- | ---------------- | ---------------- | ---------------- | ---------------- | ---------------- |
| Šárka Pančochová | Damernas big air    | 44,00 | 62,75 | 60,25 | 123,00 | 14        | Gick inte vidare | Gick inte vidare | Gick inte vidare | Gick inte vidare | Gick inte vidare |
| Šárka Pančochová | Damernas halfpipe   | 41,75 | 18,75 | —     | 41,75  | 18        | Gick inte vidare | Gick inte vidare | Gick inte vidare | Gick inte vidare | Gick inte vidare |
| Šárka Pančochová | Damernas slopestyle | 25,51 | 17,18 | —     | 25,51  | 26        | Gick inte vidare | Gick inte vidare | Gick inte vidare | Gick inte vidare | Gick inte vidare |

Parallell
| Idrottare       | Gren                         | Kval    | Kval      | Åttondelsfinal   | Kvartsfinal      | Semifinal        | Final            | Final            |
| Idrottare       | Gren                         | Tid     | Placering | Motståndare Tid  | Motståndare Tid  | Motståndare Tid  | Motståndare Tid  | Placering        |
| --------------- | ---------------------------- | ------- | --------- | ---------------- | ---------------- | ---------------- | ---------------- | ---------------- |
| Ester Ledecká   | Damernas parallellstorslalom | 1.23,63 | 1 Q       | Ochner (ITA) W   | Król (POL) W     | Dekker (NED) W   | Ulbing (AUT) W   | 1                |
| Zuzana Maděrová | Damernas parallellstorslalom | 1.34,59 | 23        | Gick inte vidare | Gick inte vidare | Gick inte vidare | Gick inte vidare | Gick inte vidare |

Snowboardcross
| Idrottare         | Gren                   | Seeding | Seeding   | Åttondelsfinal | Kvartsfinal      | Semifinal        | Final            | Final            |                  |
| Idrottare         | Gren                   | Tid     | Placering | Position       | Position         | Position         | Position         | Placering        |                  |
| ----------------- | ---------------------- | ------- | --------- | -------------- | ---------------- | ---------------- | ---------------- | ---------------- | ---------------- |
| Radek Houser      | Herrarnas boardercross | DNS     | DNS       | DNS            | DNS              | Gick inte vidare | Gick inte vidare | Gick inte vidare | Gick inte vidare |
| Vendula Hopjáková | Damernas boardercross  | 1.25,49 | 23        | DNF            | Gick inte vidare | Gick inte vidare | Gick inte vidare | 28               |                  |